# Monika Liu

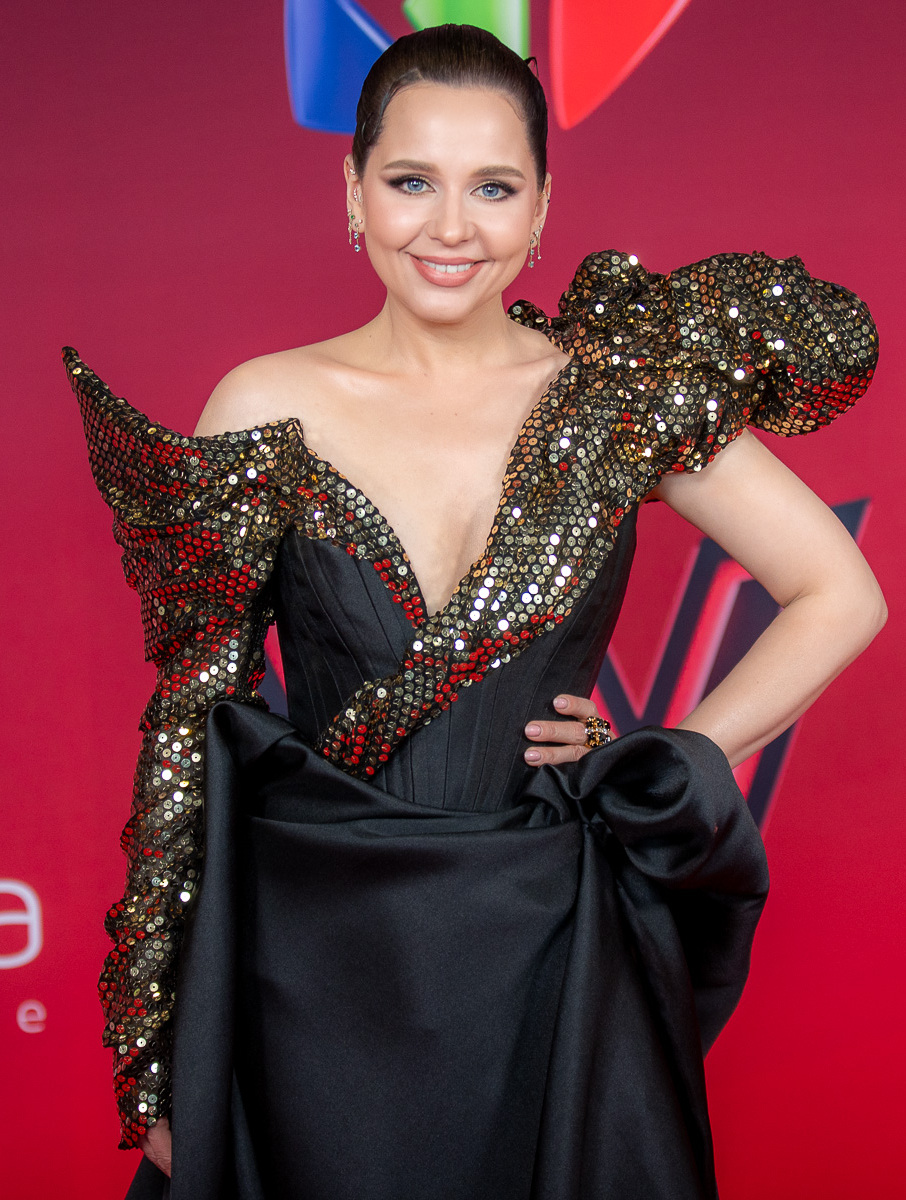
Monika Liu (2023)

Monika Liubinaitė (* 9. Februar 1988 in Klaipėda, Litauen), auch unter ihrem Künstlernamen Monika Liu bekannt, ist eine litauische Sängerin und Songwriterin. Sie hat Litauen beim Eurovision Song Contest 2022 mit ihrem Lied Sentimentai vertreten.

## Leben und Karriere
Monika Liubinaitė stammt aus der litauischen Hafenstadt Klaipėda. Sie studierte Jazz an der dortigen Universität, später studierte sie auch am Berklee College in Boston, Massachusetts. Danach lebte sie eine Zeit lang in London, bevor sie in die litauische Hauptstadt Vilnius zog.
Seit ihrem Debüt 2015 veröffentlichte Monika Liu drei Alben und mehrere Singles. Sie war zudem Jurorin sowohl bei der litauischen Version von The Voice als auch bei The Masked Singer. Im selben Jahr schrieb sie mit Vytautas Bikus den litauischen Beitrag zum Eurovision Song Contest, This Time, der in der Interpretation von Monika Linkytė und Vaidas Baumila den 18. Platz erreichte.
Am 7. Dezember 2021 wurde bekanntgegeben, dass Monika Liu mit ihrem Lied Sentimentai beim litauischen Vorentscheid für den Eurovision Song Contest 2022, Pabandom iš naujo!, teilnehmen würde. Diesen konnte sie am 12. Februar 2022 im Finale für sich entscheiden und erhielt somit das Recht, Litauen beim Eurovision Song Contest in Turin zu vertreten. Dort absolvierte sie das erste Halbfinale am 10. Mai erfolgreich und startete beim Finale am 14. Mai, wo sie den 14. Platz erreichte.

## Diskografie

### Alben
- 2015: I Am
- 2019: Lünatik
- 2020: Melodija
- 2023: Kodėl Tu Čia?

### Singles
- 2017: Hello
- 2019: Komm zu mir
- 2019: Resist No More
- 2019: Falafel
- 2019: No Matter What
- 2019: Sometimes I Loved You Sometimes You Loved Me
- 2019: Detective
- 2019: I Wanna Be a Man
- 2019: I Got You
- 2019: Vaikinai trumpais šortais
- 2020: Troškimas
- 2022: Sentimentai
- 2022: Bossa
- 2022: Šampanas (bul bul bul)
- 2023: Kodėl tu čia?
- 2023: Į tave
- 2023: Nemylėjau tavęs (mit Gintariniai Laikai)